# Jana Tischerová
Jana Tischerová (* 30. května 1968, Dačice) je česká historička umění se zaměřením na barokní sochařství a sepulkrální plastiku.

## Život
Maturovala na gymnáziu v Radotíně (1986). V letech 1992–2000 studovala dějiny umění na Filozofické fakultě Univerzity Karlovy v Praze (prof. M. Horyna). Roku 2001 obhájila rigorózní práci František Ignác Weiss, sochař českého pozdního baroka. Mezi lety 2000–2007 pracovala v Ústavu dějin umění AVČR, kde se v oddělení uměleckohistorické topografie zabývala soupisem pražských kostelů, soch, pomníků a hřbitovů. Je autorkou několika děl zabývající se historií umění.

## Monografie
- František Ignác Weiss: sochař českého pozdního baroka 1690–1756. [s.l.]: Rybka Publishers, 2007. 376 s. ISBN 978-80-87067-30-7.
- Matěj V. Jäckel Sochař českého baroka 1655–1738. [s.l.]: [s.n.], 2013. 736 s. ISBN 978-80-87067-02-4.
- Pražské hřbitovy, pohřebiště a sepulkrální památky. Praha: Jalna, 2023. 880 s. ISBN 978-80-88421-04-7.